# Zach Lofton
Zach Lofton, né le 18 novembre 1992 à Saint Paul dans le Minnesota, est un joueur américain de basket-ball évoluant au  poste d'arrière.

## Biographie
Lors de la draft 2018 de la NBA, il n'est pas sélectionné.
Après avoir effectué la Summer League de la NBA 2018 sous le maillot des Pistons de Detroit, il s'engage, en octobre 2018, avec la même franchise pour la saison 2018-2019. Ce contrat "two-way" lui permettra d'évoluer à la fois sous les couleurs des Pistons de Detroit mais aussi des Drive de Grand Rapids.
Il est coupé par les Pistons de Détroit le 15 janvier 2019.

## Palmarès

### Clubs
- Ligue des champions d'Asie : 
  - Vainqueur : 2024
- Coupe de Libye :
  - Vainqueur : 2024

### Distinctions personnelles
- Joueur de l'année de la conférence Southwestern Athletic : 2017
- Meiller arrière du Championnat du Liban : 2023
- Nommé dans le cinq majeur du Championnat du Liban : 2023
- Nommé dans le cinq majeur étranger du Championnat du Liban : 2023